# Aplysia brasiliana
Aplysia brasiliana är en snäckart som beskrevs av Rang 1828. Aplysia brasiliana ingår i släktet Aplysia och familjen sjöharar. Inga underarter finns listade i Catalogue of Life.

## Bildgalleri

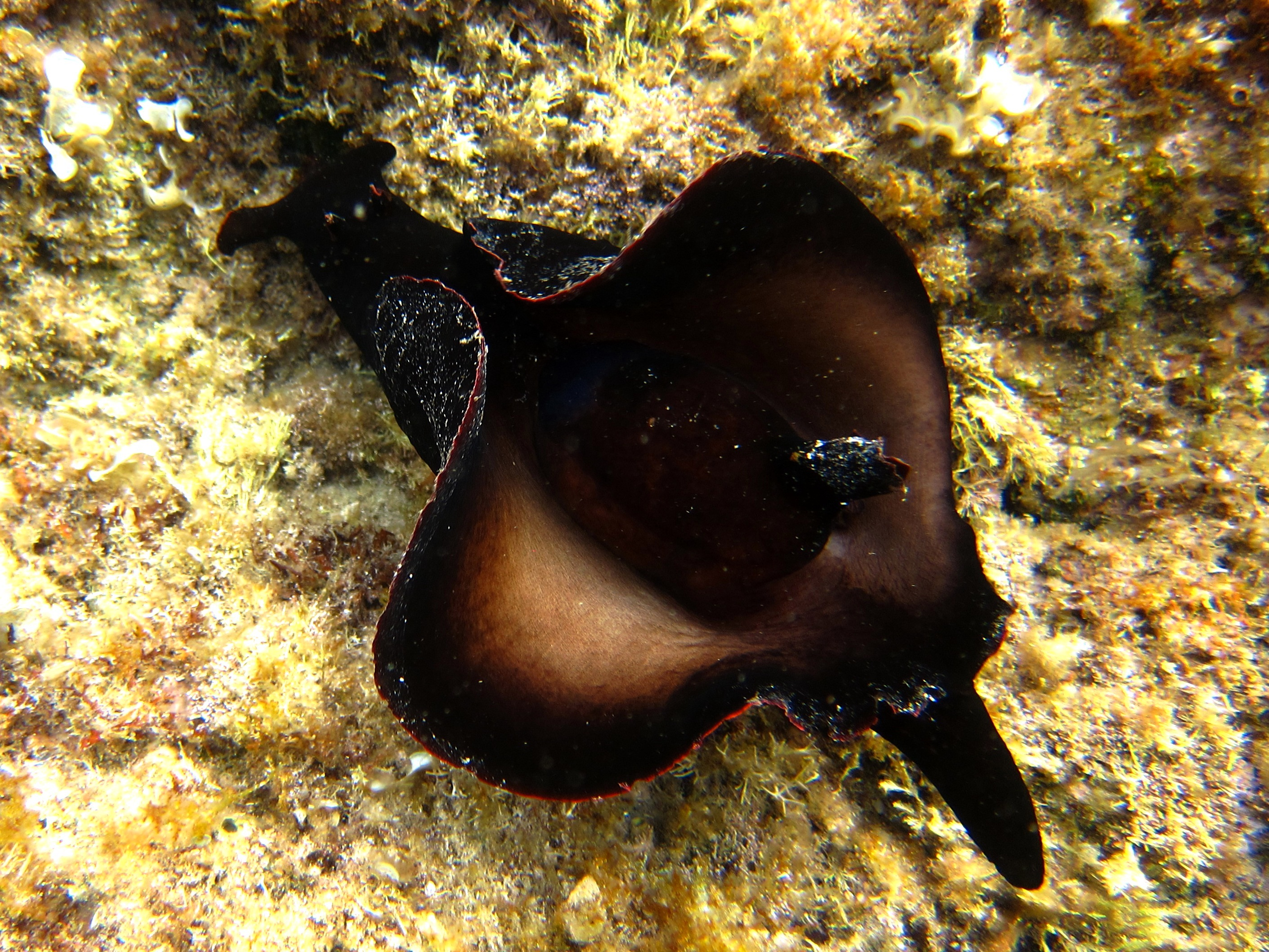
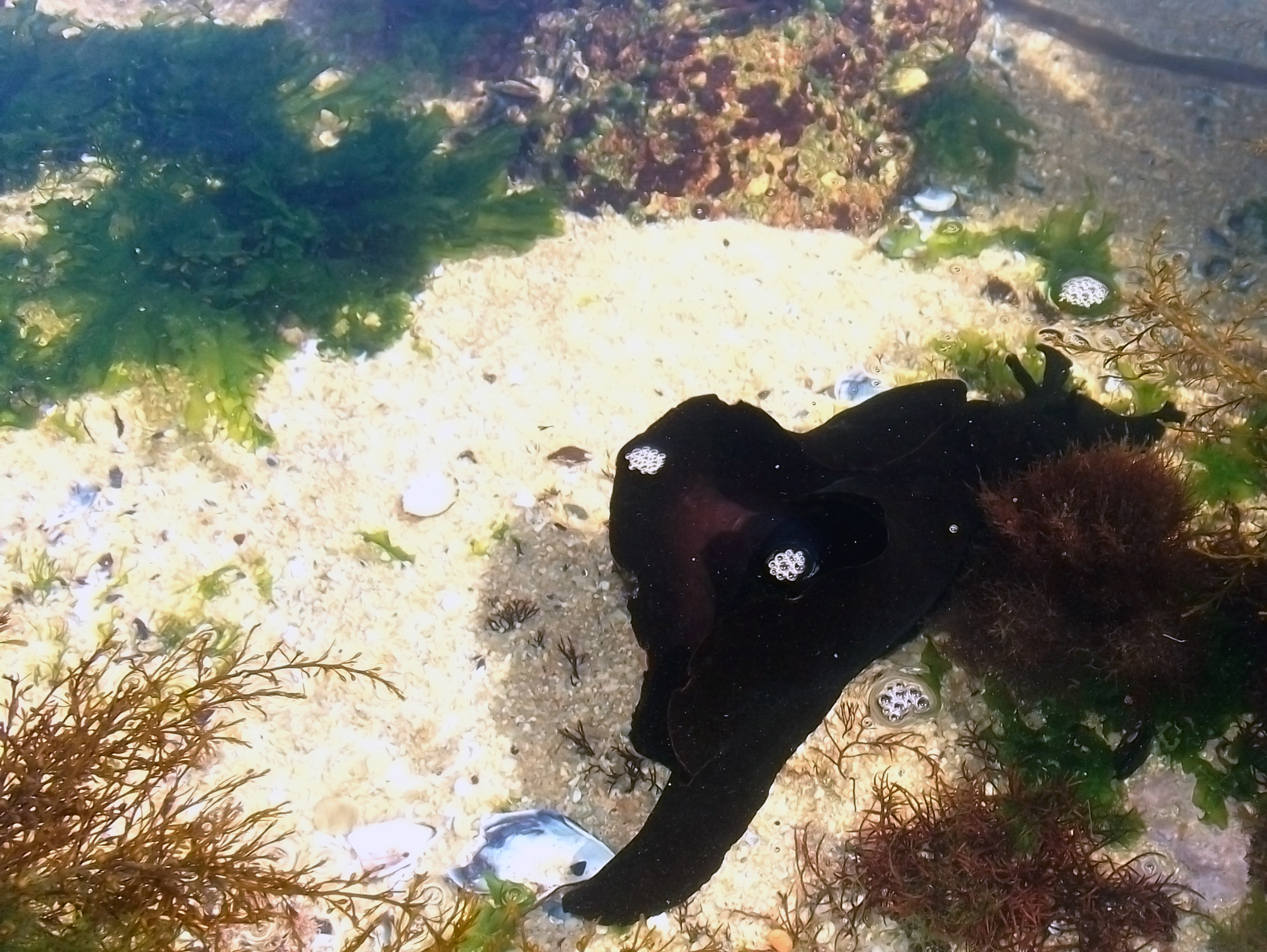